# Ержанов, Адильхан
Адильхан Ержанов (каз. Әділхан Ержанов; род. 7 августа 1982, Джезказган) — казахский кинорежиссёр, сценарист, член Европейской киноакадемии (с 2018).

## Биография
Родился 7 августа 1982 года в Джезказгане, в Казахской ССР. В детстве много рисовал, создавал комиксы.
В 1999 году выиграл в конкурсе на лучший сценарий на постановку анимационного фильма «Козы-Корпеш и Баян-Сулу» (телеагентство «Хабар»). Параллельно работал в ряде изданий, где анализировал казахстанский и мировой кинопроцесс.
В 2009 году окончил режиссёрский факультет Казахской национальной академии искусств им. Т. К. Жургенова (преподаватели Бауыржан Ногербек, Александр Нилов, Раушан Оспанова, Маргарита Соловьева, Дамир Манабай, Талас Умурзаков) с дипломной работой — фильмом «Каратас». Получив стипендию, продолжил стажировку в Нью-Йорке.
Жена — Инна Смаилова (род. 21 июня 1973), профессиональный киновед, кандидат искусствоведения, кинокритик.

## Творчество
В 2007 году, на кинофестивале «Евразия», фильм «Бахытжамал» (выполненный в качестве курсовой работы) был удостоен приза «за лучшую режиссуру», а также гран-при кинофестиваля «Шәкен жұлдыздары» («Звезды Шакена»).
В 2009 году фильм «Каратас» признан лучшей дипломной работой, а также удостоен награды за лучшую мужскую роль на кинофестивале «Дидар».
Первый полнометражный фильм «Риэлтор» (2011) получил приз White Chamelion на международном кинофестивале CINDI в Южной Корее; Гран-при за лучший полнометражный фильм («Золотой Жан-Люк») на кинофестивале «Киноликбез» (Россия); Гран-при в категории «Кино молодых» на международном кинофестивале «Звёзды Шакена» (Казахстан); специальные призы жюри кинофестивалей «Киношок» (Россия) и «Дебоширфильм-Чистые грезы-XIV» (Россия, 2012).
В 2013 году Ержанов и его сокурсник Серик Абишев сняли (грант — 10 тыс. долларов — они выиграли в конкурсе, объвленном Фондом Сорос-Казахстан на производство социальной короткометражки) фильм «Строители». Картина участвовала в нескольких международных кинофестивалях: в Висбадене, Эдинбурге, Алматы, Бусане, Риме и других. Лента удостоена Гран-при на международном кинофестивале на Филиппинах (2013).
Третий полнометражный фильм «Хозяева» («Үкілі кәмшат», 2014), снятый в стиле комедийной драмы, был представлен на Каннском фестивале (2014), Международном конофестивале в Торонто (2014) и удостоен главного приза на Международном кинофестивале в Тулузе (2014), а также награждён премией NETPAC Международного кинофестиваля азиатского кино, гран-при Международного кинофестиваля в Ливане и наградой 21-го кинофестиваля «Лiстапад» в Минске. Кинокритик Британского института кино Джефф Эндрю в своем обзоре итогов прошедшего Каннского фестиваля включил фильм «Хозяева» в десятку лучших.
Фильм «Шлакбаум» был удостоен награды серебряный «Святой Георгий» за лучшую мужскую роль (Еркебулан Дайыров, Международный Московский кинофестиваль, 2015).
Фильм «Ночной бог» (2017) был показан на Международном кинофестивале в Москве (апрель 2018).
Фильм «Ласковое безразличие мира» (2018) был отмечен критиками во Франции и представлен на нескольких крупных международных фестивалях (секция «Особый взгляд» Каннского кинофестиваля, Международный кинофестиваль в Бергене, Монреальский фестиваль нового кино, Международный кинофестиваль в Токио и других). Фильм получил главный приз на Казанском кинофестивале мусульманского кино (2018).
Фильм «Желтая кошка» (2020) в сентябре 2020 года принял участие в конкурсной программе «Горизонты» 77-го Венецианского международного кинофестиваля.
Фильм «Голиаф» (2022) вошёл в конкурсную программу «Новые горизонты» 79-го Венецианского кинофестиваля.
В 2022 году дебютировал в качестве режиссёра сериала. 7-серийный психологический триллер «Замёрзшие» с Артёмом Быстровым и Леной Трониной в главных ролях выходит 1 декабря 2022 года в онлайн-кинотеатрах.

## Фильмография

### Режиссёр
- Степной волк (2024)
- Замёрзшие (2022)
- Голиаф (2022)
- Штурм (2022)
- Коллективный иммунитет (2021)
- Улболсын (2020)
- Жёлтая кошка[вд] / Сары мысық (2020)
- Чёрный, чёрный человек (2019)
- Бой Атбая (2019)
- Ласковое безразличие мира (2018)
- Ночной бог (2017)
- Чума в ауле Каратас (2016)
- Шлагбаум (2015)
- Хозяева / Үкілі кәмшат (2014)
- Строители (2013)
- Риэлтор (2011)
- Каратас (2009) (дипломная работа)
- Бахытжамал (2007) / Bakhytzhamal (короткометражный)

### Сценарист
- Штурм (2022)
- Коллективный иммунитет (2021)
- Улболсын (2020)
- Жёлтая кошка[вд] (2020)
- Чума в ауле Каратас (2016)
- Шлагбаум (2015) (совместно с Ж. Пошановым)
- Хозяева (2014)
- Строители (2013)
- Риэлтор (2011)

## Награды
- Премия Asia Pacific Screen Awards[12] («Черный, Черный человек», 2019, за лучшую режиссуру)
- Награда GoEast («Ласковое безразличие мира», 2019, за лучшую режиссуру[13])